# Бејлис Прери (Тексас)
Бејлис Прери (енгл. Baileys Prairie) град је у америчкој савезној држави Тексас.

## Демографија
По попису из 2010. године број становника је 727, што је 33 (4,8%) становника више него 2000. године.
| Група             | 2000.       | 2010.       |
| Белци             | 526 (75,8%) | 525 (72,2%) |
| Афроамериканци    | 98 (14,1%)  | 88 (12,1%)  |
| Азијати           | 1 (0,1%)    | 2 (0,3%)    |
| Хиспаноамериканци | 70 (10,1%)  | 104 (14,3%) |
| Укупно            | 694         | 727         |